# Sychesia terranea
Sychesia terranea är en fjärilsart som beskrevs av Rothschild 1909. Sychesia terranea ingår i släktet Sychesia och familjen björnspinnare. Inga underarter finns listade i Catalogue of Life.